# Ligue de football professionnel d'Ouzbékistan
Ligue de football professionnel d'Ouzbékistan (ouzbek : Oʻzbekiston Professional futbol ligasi, OʻzPFL / Ўзбекистон профессионал футбол лигаси, ЎзПФЛ) est une organisation de football qui gère et contrôle l'ensemble du système des ligues de football du pays. En 2008, sur recommandation de la Confédération asiatique de football, elle a été séparée de la Fédération ouzbèke de football en tant qu'organisation distincte.
Coordonne la tenue de compétitions de football professionnel telles que la Super League, la Pro League, la Première Ligue, la Coupe d'Ouzbékistan, la Coupe de la Ligue, la Super Coupe d'Ouzbékistan, les Championnats U19 et U21 d'Ouzbékistan, etc. Organise des compétitions entre clubs de football, dispense un enseignement sur leurs activités sportives et organisationnelles et managériales, ainsi que sur les relations.
Favorise l'organisation de compétitions de football à différents niveaux en coopération avec les ministères, départements, entreprises et organisations de l'Ouzbékistan.
Il s’agit de l’une des principales ligues de licences du continent asiatique.
Depuis mars 2024, cinq entreprises d'Ouzbékistan sont les sponsors officiels de la ligue.

## Histoire
En 1992, elle faisait partie de la structure organisationnelle de la Fédération ouzbèke de football et était l'unité chargée d'organiser les compétitions de football professionnel en Ouzbékistan. Début 2008, la Confédération asiatique de football a recommandé à la Fédération ouzbèke de football de créer la PFL en tant qu'organisation distincte. Créée le 20 juin 2008 lors de l'Assemblée générale de l'Association des clubs de football d'Ouzbékistan et enregistrée le 2 juillet par le ministère de la Justice de la République d'Ouzbékistan. 
De 2008 à 2018, le championnat de football des jeunes d'Ouzbékistan a eu lieu. De 2019 à 2023, il a supervisé la tenue du football féminin (Première Ligue, Première Ligue, Coupe, Super Coupe) et de 2017 à 2025, il a organisé le championnat de futsal (Première Ligue, Coupe et autres) d'Ouzbékistan. 
Le 10 janvier 2023, elle devient membre de l'Association des ligues mondiales de football professionnel,,.

## But et objectifs
L'objectif principal de la Ligue de football professionnel d'Ouzbékistan est de coordonner la tenue de compétitions de football professionnel sur le territoire de la République d'Ouzbékistan entre les équipes de football, respectivement, de la Super League, de la Pro League, de la Première Ligue, de la Ligue majeure et de la Première Ligue. Ligue de futsal, Coupe d'Ouzbékistan, Coupe de la Ligue, Super Coupe d'Ouzbékistan, toutes catégories d'âge d'Ouzbékistan, organisation et conduite de compétitions entre clubs de football, coordination de compétitions de football professionnel, organisation et conduite de compétitions entre clubs de football, ainsi que gestion de leurs sports, organisation et gestion activités et relations.
Chaque mois, selon le vote des experts, détermine les gagnants dans les nominations du meilleur joueur, du meilleur arbitre, du meilleur buteur de la Super Ligue ouzbèke, et organise le travail de leur récompense. Chaque mois, il détermine les lauréats du meilleur club de football d'Ouzbékistan, du meilleur joueur femme/homme, du meilleur arbitre et d'autres nominations et organise leur remise de prix en fin d'année.

## Dirigeants
Farhod Magometov a été le premier chef de l'organisation en 2008-2017,. De septembre 2017 à 2019, Amon Gafurov a dirigé l'organisation. Plus tard, en 2019-2020, l'organisation était dirigée par Davron Shoqurbanov. Dyor Imomkhojayev, qui a temporairement occupé le poste de directeur général de 2020 à 2022, a été nommé directeur général de l'organisation en 2022.
| Nom                | Nommé      | Déçu               |
| ------------------ | ---------- | ------------------ |
| Farkhad Magametov  | 04.09.2008 | 04.09.2017         |
| Omon Gafurov       | 04.09.2017 | 17.06.2019         |
| Davron Chokurbanov | 17.06.2019 | 26.05.2020         |
| Diyor Imamkhodjaev | 26.05.2020 | Jusqu'à maintenant |

### Comité exécutif
Diyor Imomxoʻjayev, directeur général.
Odil Ahmedov, membre du comité exécutif, vice-président de la Fédération ouzbèke de football.
Tulabek Akramov, membre du comité exécutif, vice-président du club de football Lokomotiv-Tachkent.
Bahadir Mirzaev, membre du comité exécutif, directeur général du club de football AGMK.
Alisher Yusupov, membre du comité exécutif, directeur du club de football Nasaf.
Oybekhan Ibrahimhanov, membre du comité exécutif, consultant juridique de la Ligue de football professionnel d'Ouzbékistan.

## Compétitions sous la juridiction de la PFL d'Ouzbékistan

### Championnat d'Ouzbékistan de football

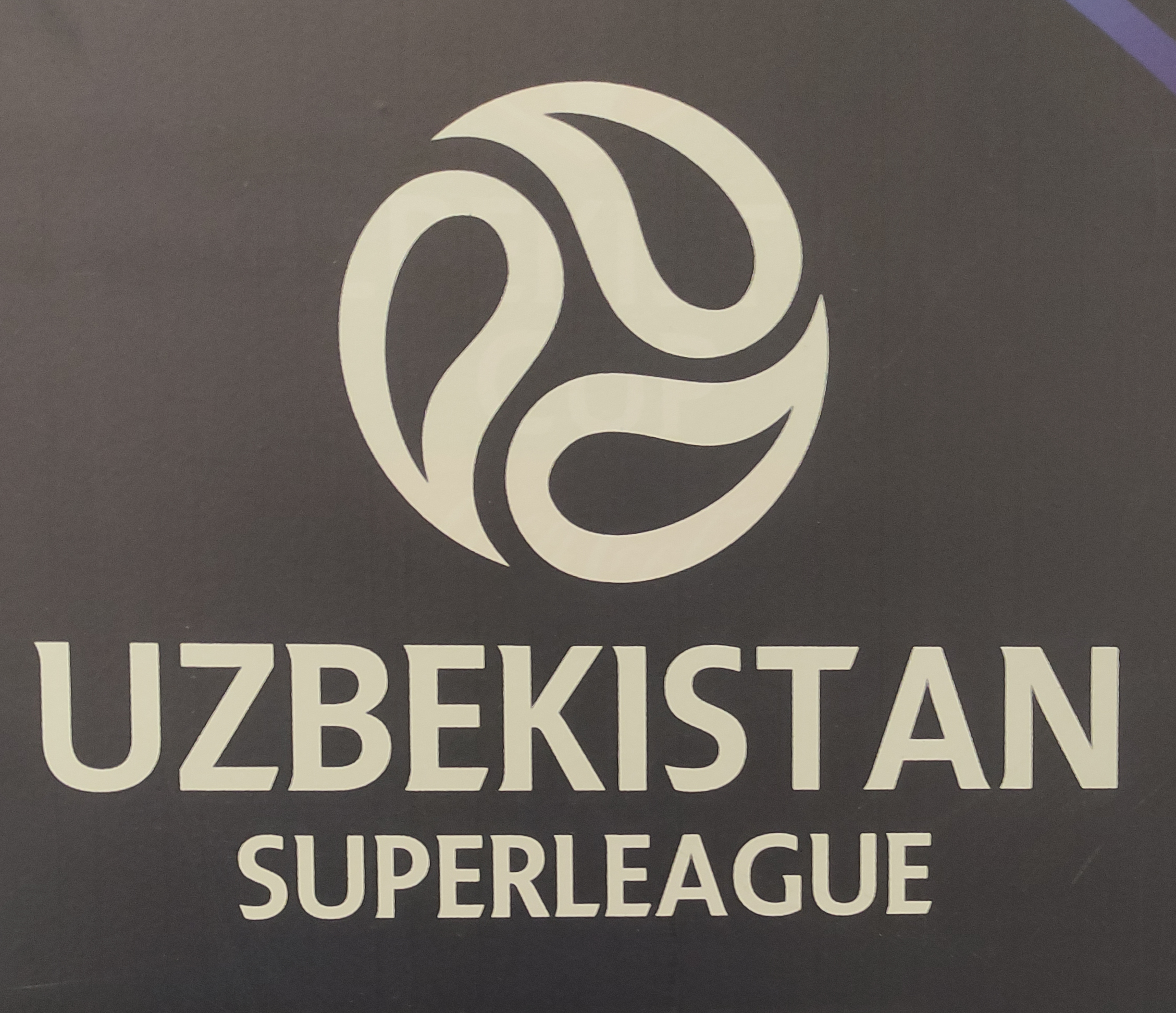
Superliga d'Ouzbékistan

Superliga d'Ouzbékistan est la division la plus élevée du système de compétitions de football en Ouzbékistan, à laquelle participent les clubs de football professionnels. Elle a été fondée en 1992 sous le nom de Major League. Au total, 14 équipes y participeront. Le championnat se déroulera en mars-novembre et chaque équipe disputera 26 matches. Jusqu'en 2018, la compétition s'appelait officiellement la Major League. À partir de 2019, le sponsor titre sera d’abord la Pepsi Super League, et à partir de 2020, la Coca Cola Super League. Au total, 41 clubs ont participé à l'histoire des championnats d'Ouzbékistan, et seulement 7 d'entre eux sont montés sur le podium du championnat : Pakhtakor - 14 fois, Neftchi - 5 fois, Bunyodkor - 5 fois, Lokomotiv - 3 fois, Dustlik - 2 fois, MHSK - 1 fois, "Navbahor" - 1 fois. Selon les années, le nombre d'équipes dans le championnat d'Ouzbékistan était différent. Les premières années, 16 équipes participaient au championnat, puis les différentes années, le nombre d'équipes était de 14, 18 et 20. En 2018, le nombre d'équipes de championnat était de 12.

### Coupe d'Ouzbékistan de football
Coupe nationale de football organisée par la Ligue de football professionnel d'Ouzbékistan. Le concours a lieu depuis 1992. Le premier vainqueur de la coupe fut le club Navbakhor. Les vainqueurs de la Coupe d'Ouzbékistan reçoivent le droit de participer à la Ligue des Champions de l'AFC.
Le club de football de Pakhtakor est considéré comme le détenteur du record du nombre de victoires en Coupe d'Ouzbékistan (13 fois). Les clubs "Bunyodkor" et "Nasaf" ont gagné 4 fois chacun, "Navbahor" et "Lokomotiv" - 3 fois chacun, "Neftchi" - 2 fois, "AGMK", "Andijan" et "Dustlik" - 1 fois chacun,.

### Coupe de football de l'Ouzbékistan PFL
La Coupe de la Ligue d'Ouzbékistan est une compétition annuelle de football masculin. Les compétitions, organisées depuis 2010 par la Ligue de football professionnel d'Ouzbékistan et la Fédération ouzbèke de football, n'ont pas eu lieu en 2016-2018. La Coupe de la Ligue d'Ouzbékistan a été organisée pour la première fois en 2019. Y participeront principalement des clubs d'Ouzbékistan, ainsi que des clubs de football du Kirghizistan, du Tadjikistan, du Turkménistan et du Kazakhstan sur proposition de l'UzPFL. Le premier vainqueur du concours fut l'équipe de Tachkent «Pakhtakor».

### Super Coupe d'Ouzbékistan de football

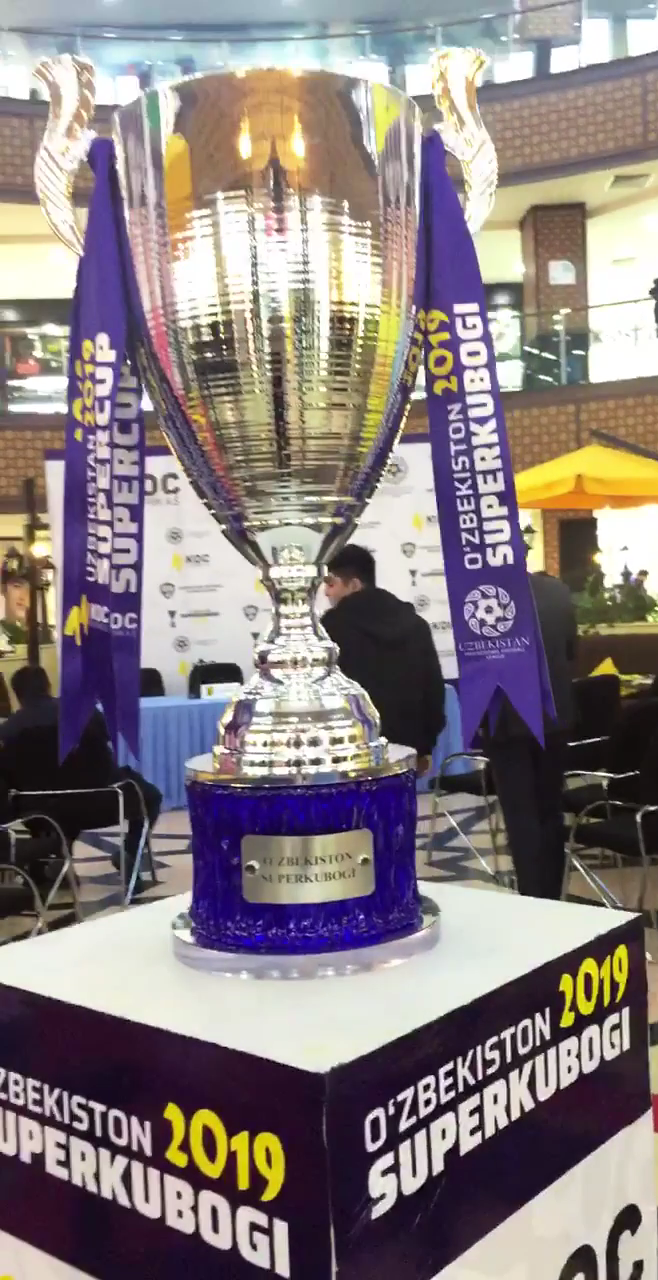
Super Coupe d'Ouzbékistan 2019

Une compétition composée d'un match entre le vainqueur actuel de la Coupe d'Ouzbékistan et l'actuel vainqueur de la Super League d'Ouzbékistan. Si une équipe remporte la Coupe et la Super League, alors dans le match pour la Super Coupe, elle affrontera l'équipe qui a pris la deuxième place de la Super League. Le match de la Super Coupe d'Ouzbékistan a traditionnellement lieu fin février ou début mars, ouvrant la nouvelle saison de football dans le pays. Se déroule généralement dans un stade neutre pour les deux équipes.
Organisé conjointement par la Fédération ouzbèke de football.

### Ligue Pro de Football d'Ouzbékistan
Selon la décision de la direction de la PFL du 21 novembre 2017, la Première Ligue d'Ouzbékistan a été officiellement rebaptisée Pro League d'Ouzbékistan depuis la saison 2018. La ligue a été réduite de 18 à 16 équipes.

### Première Ligue d'Ouzbékistan
Réalisé depuis 2010. Depuis 2010, les premières compétitions de la ligue sont divisées en deux régions : orientale et occidentale. Les équipes de la région orientale comprennent des clubs de football des régions d'Andijan, Namangan, Fergana et Tachkent. Les équipes de la région occidentale comprennent des clubs de football des régions de Syrdaria, Jizzakh, Navoi, Samarkand, Kashkadarya, Surkhandarya, Boukhara, Khorezm et de la République du Karakalpakstan. Nombre d'équipes participantes dans chaque région: 12.
La Première Ligue d'Ouzbékistan était auparavant une compétition mineure dans le système de football. À la suite de la création de la Pro League en 2018, la Première Ligue a été réorganisée à partir de 2020 et constitue désormais la compétition de troisième niveau du pays.

### Championnat d'Ouzbékistan de football (moins de 21 ans)
Une compétition disputée par les équipes de jeunes de la Super League dans le système de football ouzbek. Conformément au règlement de l'UzPFL, les joueurs âgés de 21 ans maximum y participeront. Les matches du Championnat U-21 seront organisés un jour après le match des équipes principales.

### Championnat d'Ouzbékistan de football (moins de 19 ans)
L'équipe de jeunes U19 défendra l'honneur de l'Ouzbékistan au Championnat du Monde Jeunesse de la FIFA (U-20), au Championnat d'Asie U19 (U-19) et à d'autres tournois. Compétition entre les équipes des moins de 19 ans des clubs de Super League et de Pro League. Le Championnat U-19 a été fondé en 2021. Tous les clubs des deux premières divisions se battront pour la victoire avec leurs élèves. Compétition entre les équipes des moins de 19 ans des clubs de Super League et de Pro League. Le Championnat U-19 a été fondé en 2021. Dans ce document, tous les clubs des deux premières divisions se battront pour la victoire avec leurs étudiants.

## Concours en partenariat

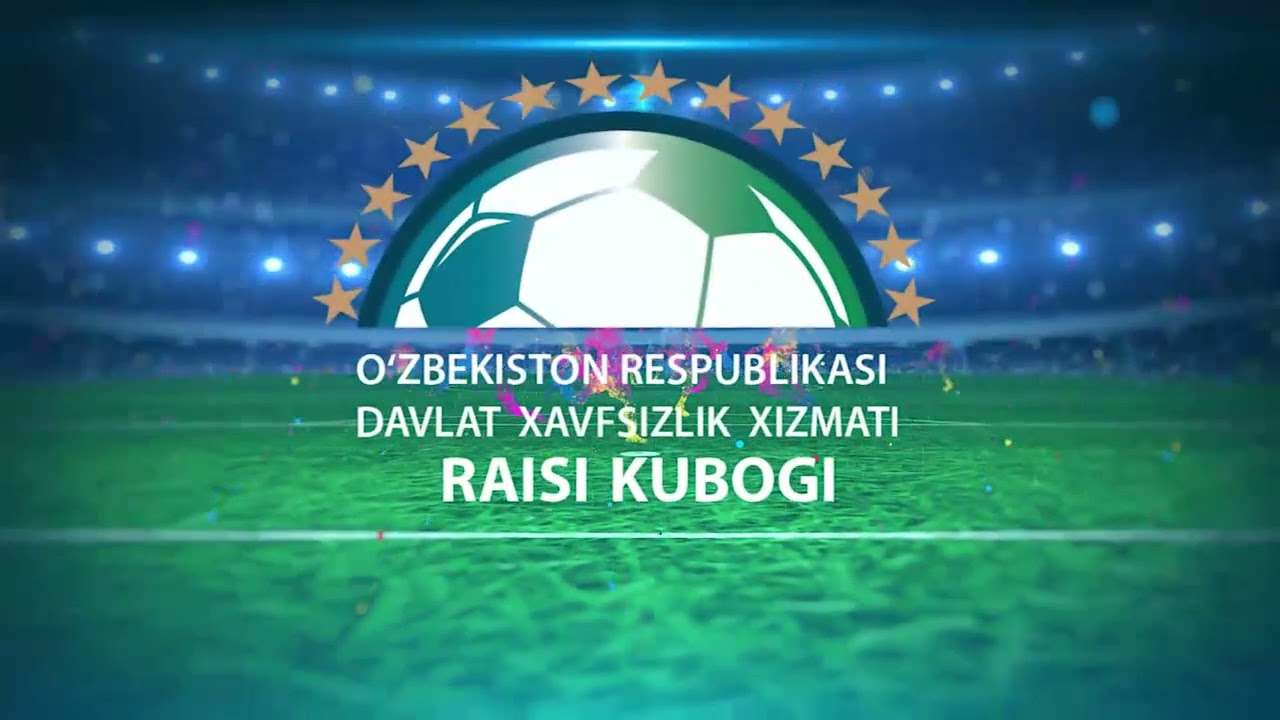
Emblème de la Coupe des services de sécurité de l'État d'Ouzbékistan

En partenariat avec le Service de sécurité de l'État, le ministère des Sports et l'Agence pour la jeunesse de la République d'Ouzbékistan, elle organise les compétitions de la Coupe SSS.
Organise également des compétitions de coupe étudiante en collaboration avec le ministère de l'Enseignement supérieur, de la Science et de l'Innovation, le ministère de l'Intérieur et la Fédération de football.

## Commanditaires
En 2018, la Ligue de football professionnel d'Ouzbékistan a établi un partenariat avec Pepsi. Depuis 2019, Coca-Cola Beverage Uzbekistan est le sponsor titre de la Super League d'Ouzbékistan. Dans les médias et lors d'événements officiels, la première division du championnat de football d'Ouzbékistan est appelée la Coca-Cola Super League. En 2020, il noue une coopération avec la compagnie d'assurance Apex Insurance. La société propose une assurance maladie à plus de 1 500 joueurs professionnels inscrits dans la ligue. De 2021 à 2022, les sponsors étaient Epsilon, Madad Invest Bank, Turon Eco Cement et Jizzakh Battery. Le 16 mars 2023, la société BMB Holding devient sponsor officiel de la Super League. En outre, en 2023, le portail d'information Olcha.uz et la compagnie aérienne privée Centrum Air sont devenus partenaires de la Ligue de football professionnel d'Ouzbékistan. Le 28 février 2024, la plus grande marque du marché de l'électroménager en Ouzbékistan, Artel, est devenue le sponsor titre de la Super League jusqu'à fin 2026,. Le 12 mars 2024, Uzcard est devenu partenaire officiel de la Ligue de football professionnel d'Ouzbékistan,.

## Réalisations

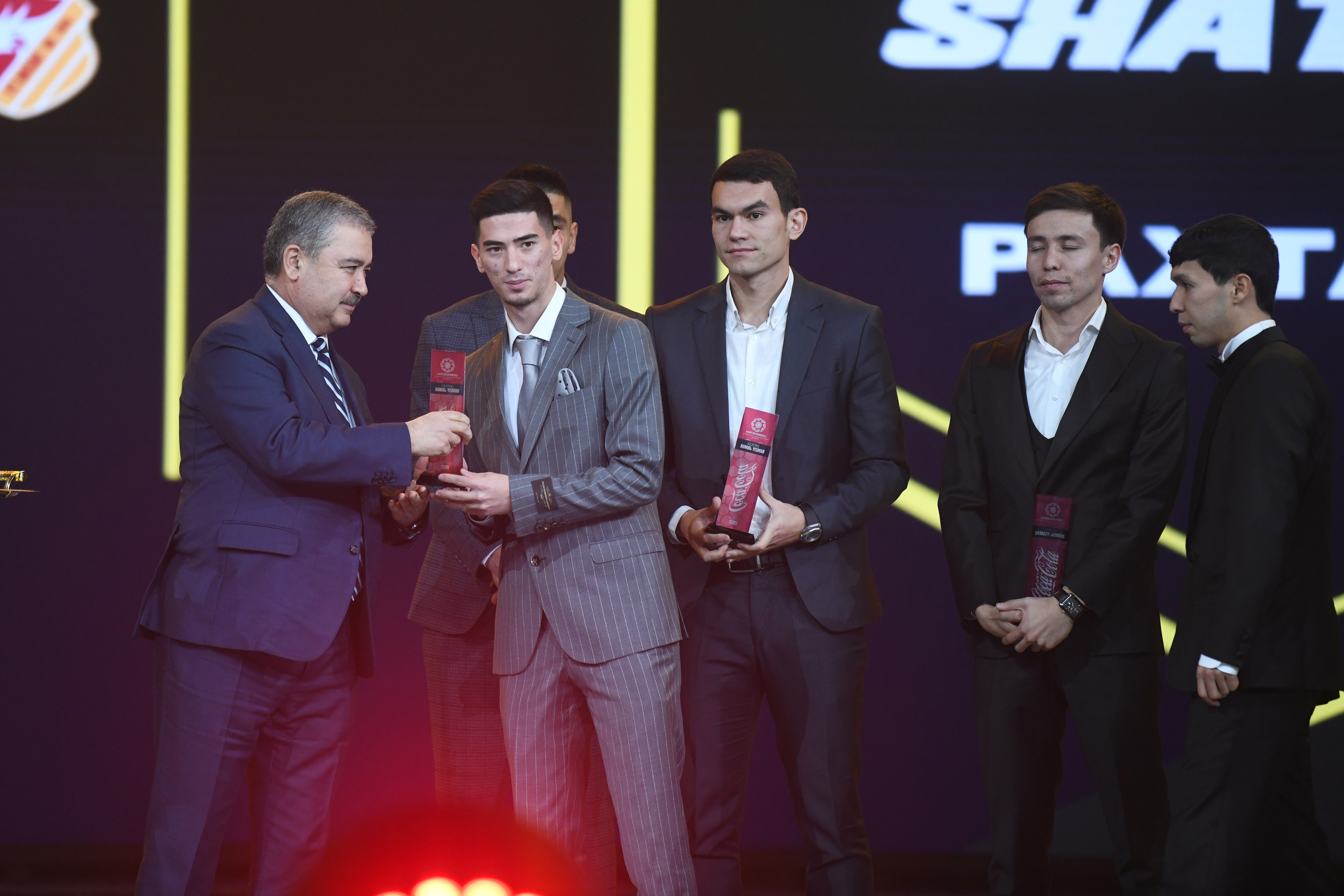
Cérémonie de remise des prix UzPFL 2022

La ligue de football professionnel d'Ouzbékistan est l'un des leaders en matière de licences sur le continent asiatique. Fin 2021, 12 clubs d'Ouzbékistan ont obtenu une licence de la Confédération asiatique de football, ce qui constitue le 3e meilleur résultat du continent. En 2021, parmi les équipes féminines, 2 clubs d'Ouzbékistan sont devenus les premiers en Asie à passer avec succès leur licence.
Le ministère de la Justice de la République d'Ouzbékistan et l'Association nationale des organisations non gouvernementales d'Ouzbékistan ont inclus l'UzPFL dans la liste des « 20 organisations non gouvernementales les plus transparentes » sur la base des résultats de 2021.